# Філліс Вітні
Філліс Аям Вітні (англ. Phillis Ayame Whitney, 9 вересня 1903, Йокогама, Японія — 8 лютого 2008, Фабер, Вірджинія, США) — американська письменниця, що прославилася завдяки любовним, дитячим і детективним романам, які розкуповувалися багатомільйонними тиражами. Журналісти прозвали її «королевою американської готики».

## Біографія
Філліс народилася в японському місті Йокогама, де в ту пору працював її батько Чарльз Джозеф Вітні — уродженець штату Айова, службовець експортної компанії. Її мати Мері Лілліан Мендевілл походила з Шотландії, але народилася в Клівленді (штат Огайо). Це був її другий шлюб.
Філліс Аям Вітні («Аям» — від японського слова, що означає «веселка») мріяла стати балериною, але ще підлітком вже почала писати. Після смерті батька в 1918 році в китайському місті Ханкой, сім'я перебралася в Сан-Франциско (штат Каліфорнія). Дівчинка провела своє дитинство в Японії, на Філіппінах і в Китаї, так що Америку вона вперше побачила у віці 15 років. Спочатку сім'я проживала в передмісті Сан-Франциско — Берклі, а незабаром мати з донькою поселилися в Сан-Антоніо (штат Техас), де Філліс продовжувала освоєння танцювального мистецтва, беручи участь у виставах Червоного Хреста і даючи уроки танцю. Але незабаром бажання писати перебороло в юної дівчини тягу до танців і вона назавжди закинула сцену. У Сан-Антоніо в 1920-му помирає мати Філліс і вона поселяється у своєї тітки в Чикаго (штат Іллінойс), де в 1924 році закінчила середню школу «McKinley High School» і всерйоз зайнялася літературою. Її перші оповідання друкувалися в газеті «Chicago Daily News», але вже досить скоро сотня її оповідань була надрукована в багатьох періодичних виданнях. В цей час вона працювала в дитячому абонементі Чиказької публічної бібліотеки і в книжкових магазинах. А в 1925-му вона виходить заміж за Джорджа Гармере, в шлюбі з яким в 1934 році у неї народжується дочка Джорджія.
У 1941 році у видавництві «Houghton Mifflin» виходить її перший роман — книга для підлітків «Місце для Енн», а два роки по тому в «Ziff-Davis Publishing Company» з'являється і її перший дорослий роман «Червоний — для вбивства». У 1942-1946-х роках Філліс Вітлі працювала дитячим книжковим редактором. У 1945-му викладала курс дитячої літератури в Північно-Західному університеті, а в 1947-1958-му — в Нью-Йоркському університеті.
У 1950 році, після її розлучення з першим чоловіком, що не схвалював її відношення до письменництва, Філліс Вітлі вдруге виходить заміж за Лоуелла Янкі. До 1960 року на її рахунку вже було 25 виданих книжок. Вона продовжує випускати книгу за книгою, стає лауреатом премії Едгара Аллана По — вищої американської нагороди за детективну літературу. До середини 1960-х її книги перекладаються іноземними мовами, її ім'я згадується разом з такими популярними письменницями як Мері Стюарт і Вікторія Холт.
Протягом 20 років Філліс Вітлі прожила на острові Стейтен. Потім вони з чоловіком переїхали жити спочатку в Сассекс, а потім в містечко Хоуп (штат Нью-Джерсі).
Вона написала понад 75 книг, в яких детективний і любовний сюжети тісно перепліталися між собою, в яких підлітки розкривали хитромудрі таємниці, і в яких добро завжди перемагало зло. В останні два роки романістка працювала над своєю автобіографією. Померла від пневмонії в місті Фабер (штат Вірджинія) у віці 104 років.

## Видані твори
- A Place for Ann (1941)
- A Star for Ginny (1942)
- A Window for Julie (1943)
- Red is for Murder (1943), Reissued as The Red Carnelian (1965)
- The Silver Inkwell (1945)
- Writing Juvenile Fiction (1947)
- Willow Hill (1947)
- Ever After (1948)
- The Mystery of the Gulls (1949)
- Linda's Homecoming (1950)
- The Island of Dark Woods (1951), Reissued as Mystery of the Strange Traveler (1967)
- Love Me, Love Me Not (1952)
- Step to the Music (1953)
- Mystery of the Black Diamonds (1954)
- A Long Time Coming (1954)
- Mystery on the Isle of Skye (1955)
- The Quicksilver Pool (1955)
- The Fire and the Gold (1956)
- The Highest Dream (1956)
- The Trembling Hills (1956)
- Mystery of the Green Cat (1957)
- Skye Cameron (1957)
- Secret of the Samurai Sword (1958)
- The Moonflower (1958)
- Creole Holiday (1959)
- Mystery of the Haunted Pool (1960)
- Thunder Heights (1960)
- Secret of the Tiger's Eye (1961)
- Blue Fire (1961)
- Mystery of the Golden Horn (1962)
- Window on the Square (1962)
- Mystery of the Hidden Hand (1963)
- Seven Tears for Apollo (1963)
- Secret of the Emerald Star (1964)
- Black Amber (1964)
- Mystery of the Angry Idol (1965)
- Sea Jade (1965)
- Columbella (1966)
- Secret of the Spotted Shell (1967)
- Silverhill (1967)
- Hunter's Green (1968)
- Secret of Goblin Glen (1969)
- The Mystery of the Crimson Ghost (1969)
- The Winter People (1969)
- Secret of the Missing Footprint (1969)
- Lost Island (1970)
- The Vanishing Scarecrow (1971)
- Nobody Likes Trina (1972)
- Listen for the Whisperer (1972)
- Mystery of the Scowling Boy (1973)
- Snowfire (1973)
- The Turquoise Mask (1974)
- Secret of Haunted Mesa (1975)
- Spindrift (1975)
- The Golden Unicorn (1976)
- Writing Juvenile Stories and Novels (1976)
- Secret of the Stone Face (1977)
- The Stone Bull (1977)
- The Glass Flame (1978)
- Domino (1979)
- Poinciana (1980)
- Vermilion (1981)
- Guide to Fiction Writing (1982)
- Emerald (1983)
- Rainsong (1984)
- Dream of Orchids (1985)
- Flaming Tree (1986)
- Silversword (1987)
- Feather on the Moon (1988)
- Rainbow in the Mist (1989)
- The Singing Stones (1990)
- Woman Without a Past (1991)
- The Ebony Swan (1992)
- Star Flight (1993)
- Daughter of the Stars (1994)
- Amethyst Dreams (1997)